# 로커비

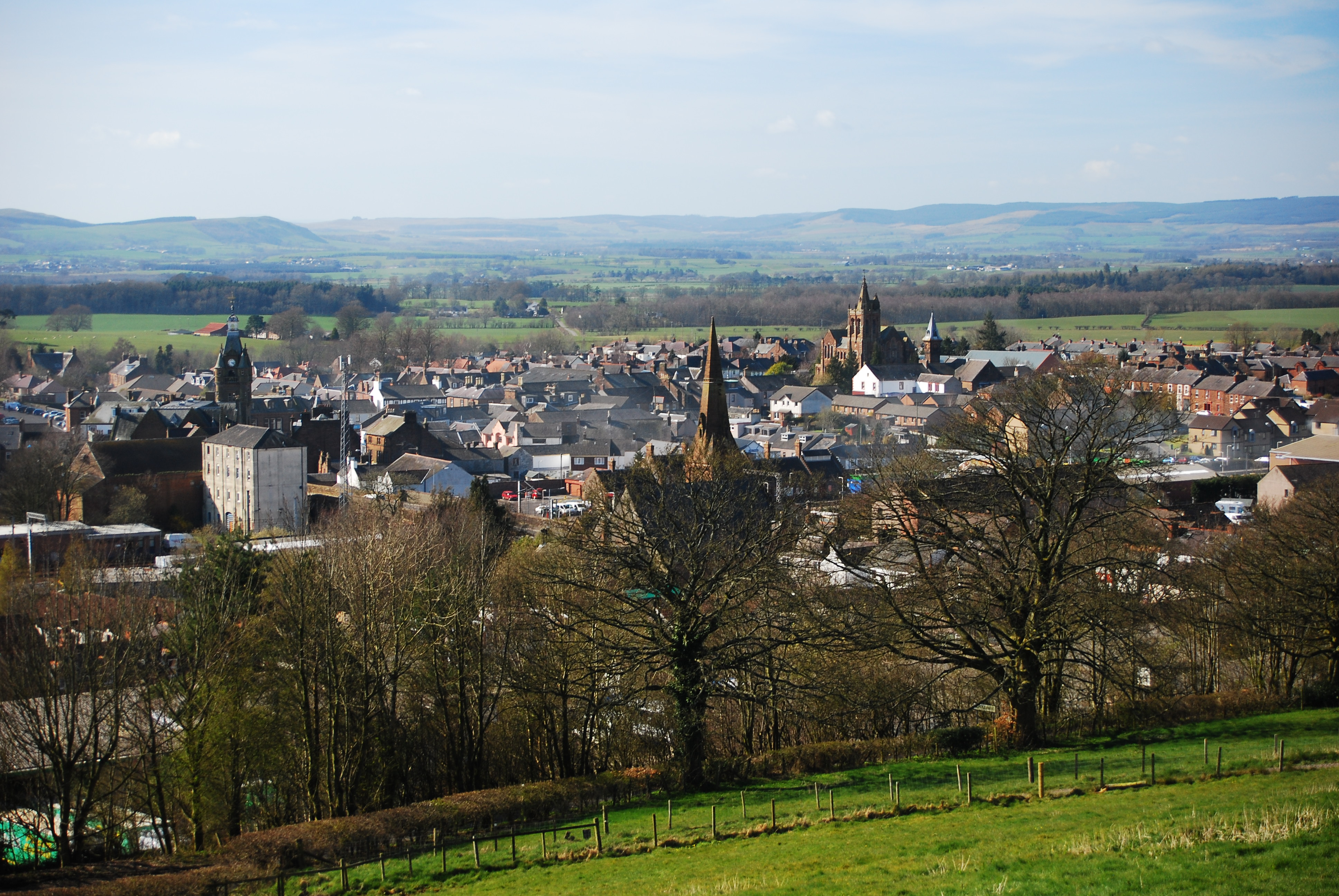
로커비

로커비(영어: Lockerbie, 스코틀랜드 게일어: Locarbaidh)는 스코틀랜드 덤프리스 갤러웨이의 도시로, 2001년 센서스 결과 인구는 4,009명이다. 1988년 12월 이 곳 상공에서 팬암기 103편 폭파 사건이 있었고, 주택지에 추락하여 항공기 탑승자 외에 11명의 주민 또한 사망했다.